# ギャラクシーエンジェル 毎月CD
「ギャラクシーエンジェル 毎月CD」（-まいつきシィーディー）は、2005年3月25日からブロッコリーより発売、バンダイビジュアルより販売されている一連のシングルシリーズである。

## 概要
『ギャラクシーエンジェル』のキャラクターソングシリーズ。全6タイトル。2005年3月25日から2005年8月26日まで、6ヶ月連続でリリースされている。キャラクターソング1曲とそのカラオケ、ラジオ番組風ミニドラマを収録している。キャラクターソングは、DVD『ギャラクシーエンジェル キャラクターコレクション』に収録されている曲を収録したもの。CDについている応募券を6枚全て集めて応募すると、特製複製サイン色紙が貰えた。

## リリース一覧

### 1/6 ミルフィーユ・桜葉 Born to be happy
2005年3月25日発売。歌はミルフィーユ・桜葉（新谷良子）。
収録曲
1. Born to be happy [4:41]
作詞：ゆうまお、作曲・編曲：金井江右
2. Born to be happy *karaoke
3. ミルフィーユがDJ!エルシオールラジオ

### 2/6 蘭花・フランボワーズ Longin' For You
2005年4月22日発売。歌は蘭花・フランボワーズ（田村ゆかり）。
収録曲
1. Longin' For You [4:45]
作詞：森ユキ、作曲・編曲：坂本裕介
2. Longin' For You *karaoke
3. 蘭花がDJ!エルシオールラジオ

### 3/6 ミント・ブラマンシュ Sweet Flavor
2005年5月27日発売。歌はミント・ブラマンシュ（沢城みゆき）。
収録曲
1. Sweet Flavor [2:51]
作詞：RINDA、作曲・編曲：太田雅友
2. Sweet Flavor *karaoke
3. ミントがDJ!エルシオールラジオ

### 4/6 フォルテ・シュトーレン MISSION★☆★24
2005年6月24日発売。歌はフォルテ・シュトーレン（山口眞弓）。
収録曲
1. MISSION★☆★24 [3:56]
作詞：森ユキ、作曲・編曲：坂本裕介
2. MISSION★☆★24 *karaoke
3. フォルテがDJ!エルシオールラジオ

### 5/6 ヴァニラ・H Healing ship
2005年7月22日発売。歌はヴァニラ・H（かないみか）。
収録曲
1. Healing ship [4:58]
作詞：Bee'、作曲・編曲：上松範康（Elements Garden）
2. Healing ship *karaoke
3. ヴァニラがDJ!エルシオールラジオ

### 6/6 烏丸ちとせ Always Together
2005年8月26日発売。歌は烏丸ちとせ（後藤沙緒里）。
収録曲
1. Always Together [4:05]
作詞：RINDA、作曲・編曲：太田雅友
2. Always Together *karaoke
3. ちとせがDJ!エルシオールラジオ